# Nicholas Bett
Nicholas Bett (Condado de Uasin Gishu, 27 de janeiro de 1990 – Condado de Nandi, 8 de agosto de 2018) foi um velocista e barreirista queniano, campeão mundial dos 400 metros com barreiras. Seu grande resultado internacional na carreira foi a medalha de ouro no Campeonato Mundial de Atletismo de 2015, em  Pequim. Esta foi a primeira vitória do Quênia num Mundial numa distância menor que os 800 metros.
Morreu num acidente de automóvel em 2018, aos 28 anos, quando retornava ao país depois de disputar o Campeonato Africano de Atletismo de 2018 na Nigéria; seu carro se chocou com um obstáculo na estrada e capotou caindo dentro de uma vala, matando o atleta instantaneamente.